# Copenhagen Sprint
Copenhagen Sprint je jednodenní cyklistický závod konaný v Dánsku. První ročník se konal v roce 2025. Koná se jak mužský, tak ženský závod.
Závod je součástí UCI World Tour a UCI Women's World Tour. Závod startuje na ostrově Sjælland a končí v Kodani.

## Seznam vítězů

### Mužský závod
| Rok  | Jezdec            | Tým                     |
| ---- | ----------------- | ----------------------- |
| 2025 | Jordi Meeus (BEL) | Red Bull–Bora–Hansgrohe |

### Ženský závod
| Rok  | Jezdec              | Tým                  |
| ---- | ------------------- | -------------------- |
| 2025 | Lorena Wiebes (NED) | Team SD Worx–Protime |